# Стара Вода (Гелњица)
Стара Вода (слч. Stará Voda) насељено је мјесто са административним статусом сеоске општине (слч. obec) у округу Гелњица, у Кошичком крају, Словачка Република.

## Становништво
| Година:    | 1994. | 2004.   | 2014.   | 2024.    |
| ---------- | ----- | ------- | ------- | -------- |
| Број људи: | 229   | 240     | 219     | 182      |
| Разлика:   |       | +4,80 % | -8,75 % | -16,89 % |

| Година:    | 2023. | 2024.   |
| ---------- | ----- | ------- |
| Број људи: | 186   | 182     |
| Разлика:   |       | -2,15 % |

Према подацима о броју становника из 2011. године насеље је имало 226 становника.